# Grönkullen
Grönkullen is een plaats in de gemeente Bollebygd in het landschap Västergötland en de provincie Västra Götalands län in Zweden. De plaats heeft 106 inwoners (2005) en een oppervlakte van 26 hectare.